# Aquaculture à Madagascar
L'aquaculture à Madagascar est une activité économique importante qui contribue à la souveraineté alimentaire du pays.

## Histoire
L'introduction du tilapia en 1950 marque le début du développement de la pisciculture à Madagascar. En 1962, 85 000 étangs de pisciculture familiale étaient recensés, mais un déclin rapide a suivi à partir de 1964, principalement à cause d'un manque d'alevins et de la méconnaissance des techniques d'élevage. A partir de 1966, le Centre Technique Forestier Tropical a commencé à développer la technologie de reproduction et d'alevinage de la carpe royale, ce qui a permis une amélioration des pratiques.
Le gouvernement malgache, avec l'aide de la F.A.O , a mis en place plusieurs stations piscicoles pour renforcer l'infrastructure de production d'alevins à partir de 1974. En 1976, le système d'élevage acadja a été introduit sur la côte-Est de Madagascar, et en 1979, des expérimentations pour l'élevage de poissons d'eau saumâtre ont débuté à Sarodrano. En 1989, un projet pilote pour l'élevage de crevettes en bassins côtiers a démarré à Nosy-Be.
Depuis 2009, l'île est productrice de caviar.

## Production 2023
La production aquacole de Madagascar en 2023 est diversifiée, répartie entre l'aquaculture marine et continentale.
Chiffre clés pour l'année 2023 ,,:
- Aquaculture marine :
  - Crevettes : 6 077 tonnes
  - Algues : 27 787 tonnes
  - Holothuries sèches : 29 tonnes
- Aquaculture en eau continentale :
  - Pisciculture en étangs (tilapia, carpe) : 2 100 tonnes
  - Pisciculture en cage (tilapia principalement et esturgeon) : 540 tonnes
  - Rizipisciculture (carpe principalement) : 1 835 tonnes
  - Autres : 640 tonnes

## Bilan des introductions d'espèces
Sur 23 espèces de poissons d'eau douce introduites à Madagascar, 5 n'ont pas été acclimatées. L'introduction les plus réussies d'espèces sont la carpe, le tilapia et le cyprin doré, qui ont significativement contribué à l'augmentation de la production piscicole dans le pays.

## Liste des espèces élevées en pisciculture
| Catégorie               | Espèces |
| Crustacés               | Écrevisse (Astacidea), Bouquet nippon (Macrobrachium nipponense), Crabe chinois (Eriocheir sinensis), Écrevisse rouge de marais (Procambarus clarkii), Crabe de palétuviers (Scylla serrata), Bouquet géant (Macrobrachium rosenbergii), Langouste (Panulirus spp), Scylla paramamosain |
| Mollusques Céphalopodes | Cephalopode (Loliginidae, Ommastrephidae), Sèiches, Sépioles (Sepiidae, Sepiolidae) |
| Mollusques Bivalves     | Huîtres (Crassostrea spp), Huître creuse du Pacifique (Crassostrea gigas), Moules (Mytilidae), Moule chilienne (Mytilus chilensis), Pen shell (Pina), Bénitier (Tridacna gigas et Hyppopus hyppopus) |
| Mollusques Gastropodes  | Abalon (Haliotis), Escargot |
| Échinodermes            | Oursin (Trigneustes gratilla, Strongylocentrotus), Holothurie (Apostichopus japonicus, Holothuria scabra…) |
| Cnidaires               | Méduses (Rhopilema esculentum, Stomolophus meleagris), Corail « noir » (Antipatharia), Coraux mous (Sacrophyton sp) |
| Porifera                | Éponge (usage pharmaceutique ou alimentaire) (Siphonochalina siphonella, Aplysina fistularis) |
| Cyanobactérie           | Spiruline (Spirulina platensis) |
| Algues                  | Algues gracilaires (Gracilaria spp.), Wakamé (Undaria pinnatifida), Nori (Porphyra spp.), Sargassum fusiforme, Laminaria japonica |
| Amphibiens              | Grenouilles (Rana spp.), Gambusia |
| Poissons                | Panga (Pangasius spp.), Tilapia d’eau salée (Sarotherodon spp.), Saumon de l’Atlantique (Salmo salar), Saumon argenté (Oncorhynchus kisutch), Truite arc-en-ciel (Oncorhynchus mykiss), Chano (Chanos chanos), Mulets (Mugilidae), Dorade royale (Sparus aurata), Tambour à gros yeux (Larimichthys croceus), Bar européen (Dicentrarchus labrax), Mérous (Epinephelus spp.), Bar du Japon (Leteolabrax japonicus), Palomine (Trachinotus ovatus), Sériole du Japon (Seriola quinqueradiala), Barramundi (Lates calcarifer), Tambour rouge (Sciaenops ocellatus), Marguerite (Siganus spp.) |